# Sommer (Lied)
Sommer ist ein Lied des deutschen Rappers Bonez MC und des österreichischen Rappers RAF Camora. Es erschien am 4. August 2022 als zweite Singleauskopplung ihres dritten Kollaboalbums Palmen aus Plastik 3.

## Entstehung und Artwork
Geschrieben wurde Sommer von den beteiligten Interpreten John-Lorenz Moser (Bonez MC) und Raphael Ragucci (RAF Camora) selbst, Mohamad „Hamudi“ Hoteit (The Royals) und dem Produzentenduo The Cratez (David Kraft und Tim Wilke). Die Produktion erfolgte durch die Zusammenarbeit von The Cratez, RAF Camora und The Royals, wobei RAF Camora als Executive Producer tätig war. An der Produktion des Remixes war darüber hinaus Topic42 beteiligt. Das Mastering erfolgte durch den Berliner Tontechniker Lex Barkey, gemixt wurde das Lied von Manuel Mayer (Menju).
Auf dem Frontcover der Single ist ein Sandstrand zu sehen, auf den Wasserwellen fließen. In den Sand gezeichnet ist das Palmen-aus-Plastik-Artwork, bestehend aus zwei Palmen und einem Krokodil. Darüber stehen die Namen der Interpreten, Bonez MC und RAF Camora, darunter der Liedtitel Sommer. Ein alternatives Singlecover zeigt Bonez MC und RAF Camora auf einem Villa-Anwesen auf Mykonos beim Dreh des Musikvideos. Beide schauen an der Kamera vorbei, darüber hinaus herrscht bis auf den Sonnenuntergang im Hintergrund keinerlei Belichtung. Unten befindet sich in Weiß der Schriftzug Sommer. Das Foto wurde von Markus Mansi aufgenommen. Später wurde dieses Artwork mit verändertem Schriftzug als Cover des Remixes benutzt. Das Cover-Artwork wurde von Isik Designs erstellt.

## Veröffentlichung und Promotion
Die Erstveröffentlichung von Sommer erfolgte als digitale Single am 4. August 2022. Die Single erschien als 2-Track-Single zum Download und Streaming unter dem Musiklabel Vertigo Berlin, als B-Seite ist die vorangegangene Single Letztes Mal vertreten. Der Vertrieb erfolgte durch die Universal Music Group, verlegt wurde das Lied durch Anthra Music, BMG Rights Management, die Edition 187 und die Ragucci & Boldt Holding. Am 18. August 2022 wurde ein Remix des Songs in Kooperation mit dem deutschen DJ Topic42 veröffentlicht. Am 9. September 2022 erschien das Lied als Teil des dritten Kollaboalbums von Bonez MC und RAF Camora, Palmen aus Plastik 3.

## Hintergrund

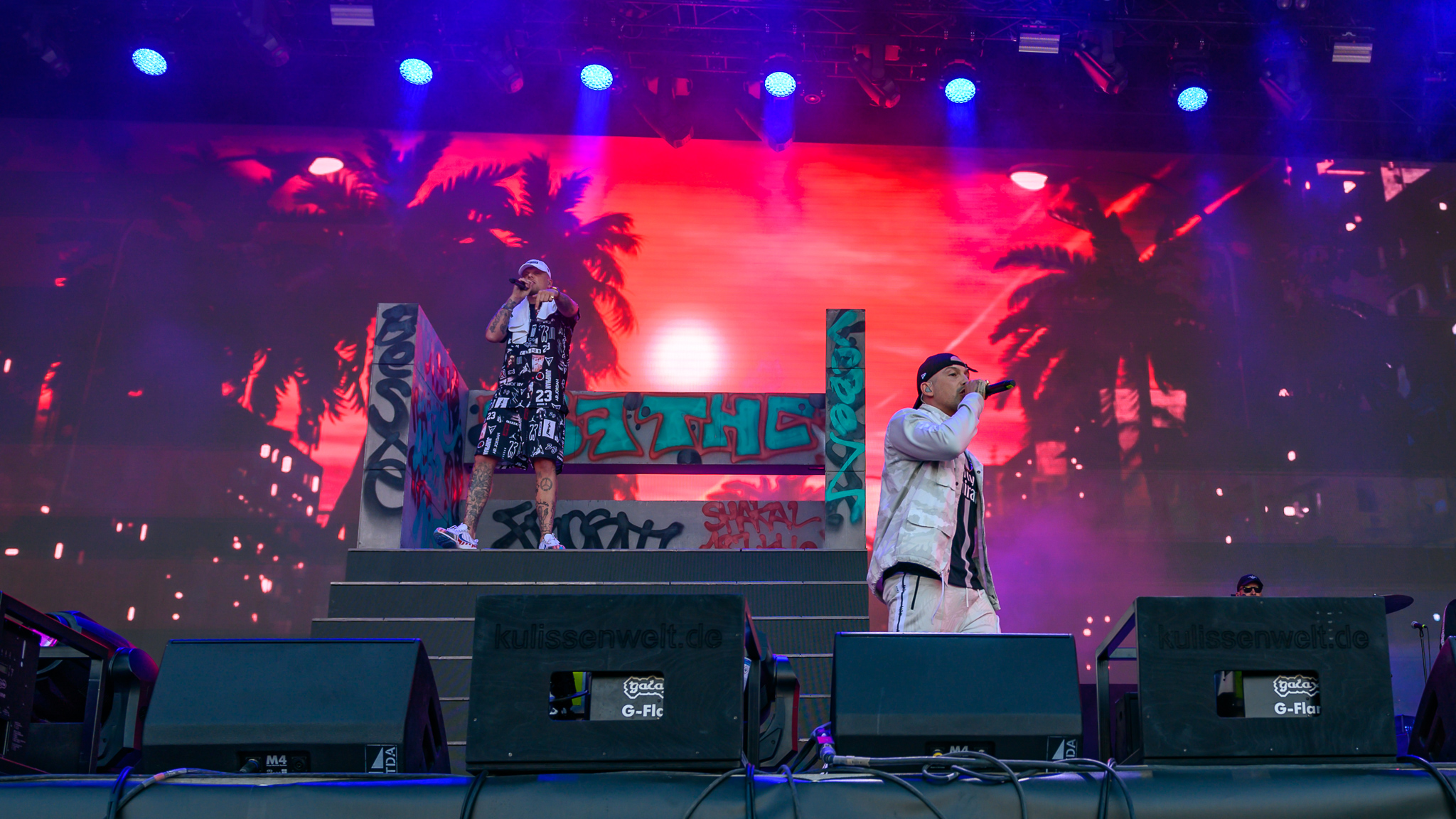
RAF Camora und Bonez MC bei Rock im Park 2019.

Mit den beiden Kollaboalben Palmen aus Plastik und Palmen aus Plastik 2 erreichten Bonez MC und RAF Camora nicht nur ihren kommerziellen Durchbruch, ihnen gelang es darüber hinaus, den „Deutschrap-Sound“ zu revolutionieren und „nie dagewesene[…] Erfolge im deutschen Rap“ zu erreichen. Für die Alben und zugehörigen Lieder wurden beide Rapper mit zahlreichen Preisen, Goldenen und Platin-Schallplatten ausgezeichnet, die drei Singles Palmen aus Plastik, Ohne mein Team und 500 PS erreichten jeweils für über eine Million Verkäufe Diamantstatus in Deutschland. Nachdem die Lieder aus Palmen aus Plastik 2 13 der 14 vordersten Plätze in den Ö3 Austria Top 40 belegt hatten, wurden in Österreich sogar die Chartregeln geändert.
Durch das zwischenzeitliche Karriereende RAF Camoras schien ein dritter Teil der Reihe zunächst ausgeschlossen, wenngleich sich Bonez MC dafür offen zeigte. Durch RAF Camoras Karriere-Comeback mit Zukunft sowie Teaser in Liedern wie Mein Planet („Bruder, pump’ PaP 3“) und den sozialen Medien zeichnete sich Palmen aus Plastik 3 innerhalb der Szene bereits einige Monate vor der offiziellen Ankündigung ab. Diese erfolgte am 14. Juli 2022 im Rahmen einer ausverkauften Party im Berliner Club Haubentaucher, am folgenden Tag erschien bereits die erste Single Letztes Mal.

## Inhalt
| „Sommer Brandneues Outfit Sonne bräunt durch den Audi In der Bottega-Tasche ’n kleiner Taui Bin bereit für’n Sommer Und die Chays werden immer brauner Vierzig Grad, fast wie ’ne Sauna Sommer, Sommer“ – Refrain, Originalauszug | Der Liedtext zu Sommer ist in deutscher Sprache verfasst und wurde von den Interpreten Bonez MC und RAF Camora selbst geschrieben. Die Komposition stammt von den Musikproduzenten The Cratez, RAF Camora und The Royals. Musikalisch bewegt sich das Lied im Bereich des Raps, stilistisch im Bereich des Dancehalls und deutschen Hip-Hops. Das Tempo beträgt 106 Schläge pro Minute. Die Tonart ist f-Moll. Der Beginn des Refrains verwendet ein Sample des 2016 erschienenen Songs Fever des jamaikanischen Dancehall-Musikers Vybz Kartel. Inhaltlich thematisieren die beiden Rapper hauptsächlich ihren Sommer, in dem sie sich unter anderem von der Sonne bräunen lassen, high sind und Jetski fahren. Die Zeile „Ich bin high und ich rolle tief“ von Bonez MC ist dabei eine Anspielung auf den Song Ich rolle mit meim Besten, in dem Haftbefehl diese rappt. Aufgebaut ist das Lied aus einem Intro, zwei Strophen, einem Refrain und einem Outro. Das Lied beginnt mit dem acht Verse umfassenden Intro, auf das die erste Strophe folgt, die aus neun Versen besteht. Auf die Strophe folgt das erste Mal der acht Verse lange Refrain. Alle drei Liedteile werden von RAF Camora gerappt. Es folgen die zweite Strophe und die Pre-Hook, jeweils achtzeilig und von Bonez MC interpretiert, bevor erneut der Refrain einsetzt. An diesen schließt sich die aus sechs Versen bestehende Bridge an, an der beide Künstler beteiligt sind. Nach einer Wiederholung der Pre-Hook und des Refrains endet das Lied. |

## Musikvideo
Das auf Mykonos gedrehte Musikvideo zu Sommer feierte seine Premiere auf RAF Camoras YouTube-Kanal am 4. August 2022. Es zeigt hauptsächlich Bonez MC und RAF Camora, die den Song auf einem Villa-Anwesen und an verschiedenen Orten der Insel performen. Dabei fahren sie unter anderem Jetski oder Motorroller und feiern eine Party. Darüber hinaus haben unter anderem die 187-Strassenbande-Mitglieder Maxwell und Sa4 Gastauftritte. Die Gesamtlänge des Videos beträgt 3:21 Minuten. Regie führte Shaho Casado. Bis Juli 2025 zählte das Musikvideo über sieben Millionen Aufrufe bei YouTube.

## Mitwirkende
| Liedproduktion - Lex Barkey: Mastering - Mohamad „Hamudi“ Hoteit (The Royals): Komponist, Musikproduzent - David Kraft (The Cratez): Komponist, Musikproduzent - Manuel Mayer (Menju): Abmischung - John-Lorenz Moser (Bonez MC): Liedtexter, Rap - Raphael Ragucci (RAF Camora): Executive Producer, Komponist, Liedtexter, Musikproduzent, Rap - Tobias Topic (Topic42): Musikproduzent (Remix) - Tim Wilke (The Cratez): Komponist, Musikproduzent Artwork - Isik Designs: Artdirector (Cover) - Markus Mansi: Fotograf (Cover) | Unternehmen - Anthra Music: Musikverlag - BMG Rights Management: Musikverlag - Casa’dor: Filmproduktionsleitung (Musikvideo) - Edition 187: Musikverlag - Ragucci & Boldt Holding: Musikverlag - Universal Music Group: Vertrieb - Vertigo Berlin: Musiklabel Musikvideo - Shaho Casado: Drehbuch, Drohne, Filmschnitt, Kameramann, Regisseur - Hadi El-Dor: Projektleiter - MasterEpik: Spezialeffekte - Aha Moh: Produktionsassistent |

## Rezensionen
Till Hesterbrink von Hiphop.de bezeichnet das Lied als eine den sommerlichen „Temperaturen angemessene Single“, mit der die Künstler „heiß auf den dritten und letzten Teil“ der Palmen-aus-Plastik-Reihe machen würden.

## Kommerzieller Erfolg
Auf der Streaming-Plattform Spotify verzeichnet das Lied bisher mehr als 55 Millionen Streams (Stand: Mai 2025).

### Chartplatzierungen
Sommer stieg am 12. August 2022 auf Platz drei in die deutschen Singlecharts ein und musste sich nur DJ Robin und Schürze mit Layla sowie Makko und Miksu/Macloud mit Nachts wach geschlagen geben. Die Single platzierte sich drei Wochen in den Top 10 und zehn Wochen in den Top 100. In den deutschen Single-Jahrescharts 2022 belegte der Song Platz 97. In den Ö3 Austria Top 40 debütierte die Single am 16. August 2022 auf Position zwei hinter Layla. Das Stück war fünf Wochen in den Top 10 sowie zehn Wochen in den Top 75 vertreten. Auch in der Schweizer Hitparade musste sich der Song in der ersten Woche Layla geschlagen geben und erreichte ebenfalls mit Rang zwei seine höchste Notierung. Insgesamt konnte er sich zwei Wochen in den Top 10 sowie sieben Wochen in der Hitparade platzieren.
Für Bonez MC ist Sommer der 126. Charthit in Deutschland sowie der 82. in Österreich und der 72. in der Schweiz. In Deutschland ist es sein 41. Top-10-Erfolg, in Österreich der 39. und in der Schweiz der 19. RAF Camora erreichte mit dem Stück zum 104. Mal die deutschen, zum 88. Mal die österreichischen und zum 60. Mal die Schweizer Singlecharts. Für ihn stellt das Lied den 35. Top-10-Hit in Deutschland, den 43. in Österreich und den 20. in der Schweiz dar.
| ChartsChartplatzierungen | Höchstplatzierung | Wochen |
| ------------------------ | ----------------- | ------ |
| Deutschland (GfK)        | 3 (10 Wo.)        | 10     |
| Österreich (Ö3)          | 2 (10 Wo.)        | 10     |
| Schweiz (IFPI)           | 2 (7 Wo.)         | 7      |

| ChartsJahrescharts (2022) | Platzierung |
| ------------------------- | ----------- |
| Deutschland (GfK)         | 97          |